# Pipturus henryanus
Pipturus henryanus är en nässelväxtart som beskrevs av Forest Brown. Pipturus henryanus ingår i släktet Pipturus och familjen nässelväxter. Inga underarter finns listade i Catalogue of Life.